# Сурая
Сурая (рум. Suraia) — комуна у повіті Вранча в Румунії. До складу комуни входить єдине село Сурая.
Комуна розташована на відстані 171 км на північний схід від Бухареста, 15 км на схід від Фокшан, 57 км на північний захід від Галаца, 137 км на схід від Брашова.

## Населення
За даними перепису населення 2002 року у комуні проживали 7805 осіб.
Національний склад населення комуни:
| Національність | Кількість осіб | Відсоток |
| -------------- | -------------- | -------- |
| румуни         | 7660           | 98,1%    |
| цигани         | 137            | 1,8%     |
| угорці         | 3              | < 0,1%   |
| українці       | 2              | < 0,1%   |
| греки          | 1              | < 0,1%   |

Рідною мовою назвали:
| Мова       | Кількість осіб | Відсоток |
| ---------- | -------------- | -------- |
| румунська  | 7802           | > 99,9%  |
| українська | 2              | < 0,1%   |

Склад населення комуни за віросповіданням:
| Релігія       | Кількість осіб | Відсоток |
| ------------- | -------------- | -------- |
| православні   | 7729           | 99,0%    |
| п'ятдесятники | 35             | 0,4%     |
| бретрени      | 12             | 0,2%     |
| старообрядці  | 7              | 0,1%     |
| римо-католики | 5              | 0,1%     |
| адвентисти    | 3              | < 0,1%   |
| реформати     | 2              | < 0,1%   |
| лютерани      | 2              | < 0,1%   |

## Зовнішні посилання
- Дані про комуну Сурая на сайті Ghidul Primăriilor